# Тартак (фильм)
«Тартак» — советский телефильм 1973 года режиссёра Виктора Карпилова по одноимённой повести Ивана Пташникова.

## Сюжет
Великая Отечественная война. В деревню Тартак семеро крестьян везут на обозах собранное зерно. На дороге их останавливают каратели, и заставляют селян ехать впереди своей колонны чтобы прикрыться ими от пуль партизан. Неожиданно партизаны нападают на немцев. В бою шестеро крестьян погибает, лишь мальчику Алёше удаётся спастись. Но, вернувшись в родную деревню, мальчик видит лишь пепелище…

## В ролях
- Майя Булгакова — Наста
- Степан Хацкевич — Мирон Махорка
- Павел Кормунин — Володя Панок
- Фёдор Шмаков — Иван Боганчик
- Иосиф Матусевич — Янук
- Алина Недвецкая — Таня
- Олег Сидорчик — Алёша
- Александр Добротин — немецкий офицер
- Эдуардас Кунавичюс — немецкий офицер
- Геннадий Гарбук — Сухов, партизан
- Павел Дубашинский — партизан
- Мария Захаревич — мама Алёши
- и другие